# Lagurus (rosegador)
Lagurus és un gènere de rosegadors de la família dels cricètids. L'únic representant vivent d'aquest grup, L. lagurus, viu a l'est d'Europa i l'Àsia central, però també se n'han trobat fòssils a l'oest d'Europa i els Estats Units. Es tracta de talpons de mida mitjana. El crani és relativament baix i un xic convex. Les dents incisives tenen la corona relativament curta. Probablement evolucionaren del gènere Prolagurus.